# キソロ県

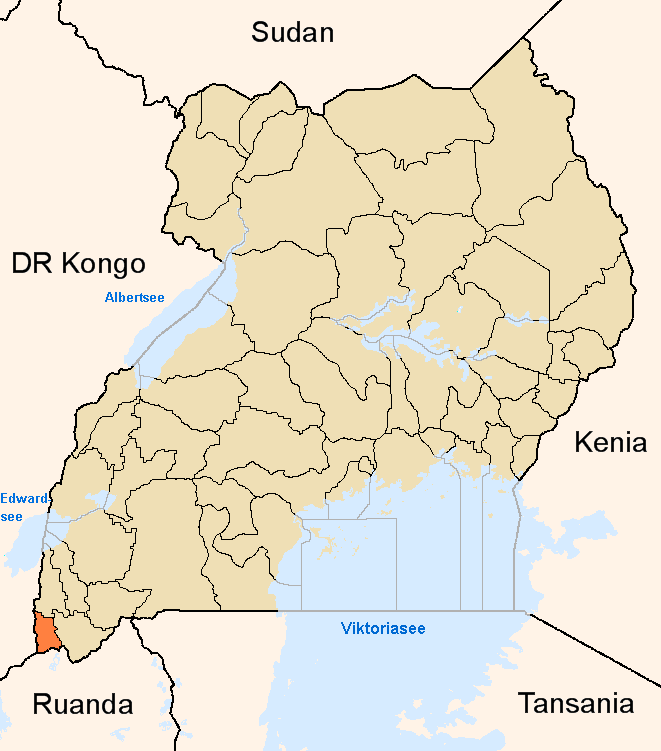
キソロ県と2001年から2005年の県境

キソロ県 (キソロけん、Kisoro District) はウガンダ南西、キゲジ南西の県。1991年5月にカバレ県から西部のブフンビラ郡が分割され設置された。ルヘンゲリの北東約20kmに位置し面積は約729.2km²で、キソロTCを含め14の副郡に36教区と389の村が置かれている。ブフンビラは1910年5月14日のブリュッセル会議でドイツ領東アフリカのルワンダから英領ウガンダに併合された地域だったため、フンビラ人は民族的にルワンダ人と等しいと看做されている。2002年の国勢調査人口は 220,312人。知事に相当する第5地域議会 (LC5) 議長は国民抵抗運動 (NRM) のフィレモン・マテケ。

## 地理
キソロの北西にはムタンダ湖があり、北部から東部は山岳地帯で北にブウィンディ原生国立公園でカヌング県、西にコンゴ民主共和国北キヴ州、南にルワンダ北部州と接し、南西部はムフンビロ（ヴィルンガ山地）で三国国境にサビニョ山、ルワンダ国境にガヒンガ山、ムハブラ山が並びムガヒンガ・ゴリラ国立公園に指定されている。

## 脚註
1. ↑  武内進一「ルワンダ史年表」『現代アフリカの紛争を理解するために 』第6章、p.267, アジア経済研究所、1998年。